# Маурисио Почетино
Маурисио Роберто Почетино Тросеро, по-известен като Маурисио Почетино, е бивш аржентински футболист и настоящ футболен треньор.

## Състезателна кариера
Почетино е роден в градчето Мърфи в провинция Санта Фе. Започва професионалната си кариера в родния Нюелс Олд Бойс, а през 1994 г. подписва със завърналия се в Примера Дивисион каталунски Еспаньол. Твърд титуляр за клуба в продължение на шест сезона и половина, той помага на клуба да спечели Купата на краля през 2000 г.
През януари 2001 г. преминава в Пари Сен Жермен, където също е титуляр, а през лятото на 2003 г. подписва с друг отбор от Лига 1 - Бордо. Още на полусезона обаче Почетино се завръща в Еспаньол и остава там нови два сезона и половина. Единствено в последния си сезон е използван рядко в стартовия състав и решава да сложи край на кариерата си на 34 години. През този сезон отново печели Копа дел Рей, а общата му бройка мачове за клуба достига близо 300.

## Национален отбор
Има 20 мача за националния отбор. Участва и на световното първенство в Япония и Южна Корея, където играе и в трите мача от груповата фаза, но Аржентина не се класира за следващата фаза.

## Треньорска кариера

### Еспаньол
В края на януари 2009 г. Почетино става третият треньор на Еспаньол за сезон 2008/09, заменяйки Хосе Мануел Еснал. Каталунците в този момент са в зоната на изпадащите, но Почетино успява да ги изведе на комфортното 10 място, след като изисква „божествена намеса“. През следващия сезон отборът отново е в средата на таблицата, а през 2011 г. Еспаньол завършва 8-и, като това е най-доброто постижение на тима от идването на аржентинеца. Поради слаби резултати е уволнен от поста си на 27 ноември 2012 г. и е заменен от Хавиер Агире.

### Тотнъм
През лятото на 2014 година Почетино е обявен за треньор на Тотнъм. Извежда отбора до финал на Карабао къп през 2015 г. и до финал на Шампионска лига 2018/19 След поредица слаби резултати през сезон 2019/20, на 19 ноември бива уволнен. Не успява да спечели трофей, но ще бъде запомнен с добрата игра на отбора му.

### ПСЖ
На 2 януари 2021 година Почетино е обявен за треньор на ПСЖ.

## Успехи

### Играч
Нюелс Олд Бойс
- Примера дивисион: – 1990/91, Клаусура 1992

 Еспаньол
- Купа на краля (2): – 1999/00, 2005/06